# 口袋否決
口袋否決（英語：Pocket veto）是指总统或其他行政长官不主动行使否决权，以置之不理的方式否决法案。

## 美国
口袋否決特指一種美國憲政運作現象。
美國國會通過之法案需總統簽署公布才具法律效力，然而總統依法有權行使否決權，不簽署法案連同異議書退回原提案議院覆議，但國會也有權推翻總統否決，若參眾兩院各達全體議員三分之二多數再次表決通過的話，法案即成為法律。如法案送達後十天內總統未簽署也未退回原提案院，法案將自動生效。惟有當法案送達總統後，國會即於十日內休會，總統未簽署亦未退回，則此法案將自動失去其效力，這也就是所謂的「口袋否決」。